# San Andrés, Tlacuilotepec
San Andrés är en ort i Mexiko.   Den ligger i kommunen Tlacuilotepec och delstaten Puebla, i den sydöstra delen av landet, 150 km nordost om huvudstaden Mexico City. San Andrés ligger 1 094 meter över havet och antalet invånare är 205.
Terrängen runt San Andrés är bergig söderut, men norrut är den kuperad. Runt San Andrés är det ganska tätbefolkat, med 192 invånare per kvadratkilometer. Närmaste större samhälle är Xicotepec de Juárez, 15,9 km sydost om San Andrés. Omgivningarna runt San Andrés är en mosaik av jordbruksmark och naturlig växtlighet.